# Portugal-Rundfahrt 2006
Die 68. Portugal-Rundfahrt ist ein Rad-Etappenrennen, das vom 5. bis 15. August 2006 stattfand. Es wurde in zehn Etappen über eine Distanz von 1.541,5 Kilometern ausgetragen. Das Rennen zählt zur UCI Europe Tour 2006 und ist dort in die höchste Kategorie 2.HC eingestuft.

## Etappen
| Etappe     | Tag        | Start – Ziel                               | km    | Etappensieger        | Führender             |
| ---------- | ---------- | ------------------------------------------ | ----- | -------------------- | --------------------- |
| 1. Etappe  | 5. August  | Portimão-Beja                              | 186,5 | Cândido Barbosa      | Cândido Barbosa       |
| 2. Etappe  | 6. August  | Arraiolos-Lissabon                         | 180,6 | Manuel Cardoso       | Manuel Cardoso        |
| 3. Etappe  | 7. August  | Ansião-Viseu                               | 170,7 | Martín Garrido       | Cândido Barbosa       |
| 4. Etappe  | 8. August  | Viseu-São João da Madeira                  | 153,7 | Carlos Nozal         | Lizuarte Martins      |
| 5. Etappe  | 9. August  | Gondomar-Felgueiras                        | 156,5 | Gustavo César Veloso | Gustavo César Veloso  |
| 6. Etappe  | 10. August | Santo Tirso-Fafe                           | 150,2 | Ricardo Mestre       | Ricardo Mestre        |
| 7. Etappe  | 12. August | Celorico de Basto-Alto da Senhora da Graça | 192,7 | João Cabreira        | João Cabreira         |
| 8. Etappe  | 13. August | Favaios-Guarda                             | 166,4 | David Blanco         | Christian Pfannberger |
| 9. Etappe  | 14. August | Gouveia-Fundão                             | 144,6 | Krassimir Wassilew   | Carlos Pinho          |
| 10. Etappe | 15. August | Idanha-a-Nova-Castelo Branco (EZF)         | 39,6  | David Blanco         | David Blanco          |